# NGC 2575
NGC 2575 (другие обозначения — UGC 4368, MCG 4-20-40, ZWG 119.75, KUG 0819+244, IRAS08198+2427, PGC 23501) — спиральная галактика (Sc) в созвездии Рак.
Этот объект входит в число перечисленных в оригинальной редакции «Нового общего каталога».
В галактике вспыхнула сверхновая SN 2002an типа II, её пиковая видимая звездная величина составила 16,1.
Это крупная галактика обращена к Земле плашмя, благодаря этому в ней удобно наблюдать спиральный узор  и получать кривые вращения галактики. В 2015 году данные о галактике использовались для оценки модифицированной теории ньютоновской динамики, и модель показала хорошее соответствие с наблюдениями.